# Завьялов, Иван Александрович
Иван Александрович Завьялов (1880, Харьков Российская империя — 29 сентября 1938, Киев) — русский советский учёный-медик, врач-хирург. Доктор медицины (1914), профессор (1920). Один из пионеров эндокринной хирургии.

## Биография
В 1903 году окончил Императорский Харьковский университет. В русско-японскую войну был военным врачом полевого лазарета, после чего в течение двух лет работал хирургом в Обуховской больнице Санкт-Петербурга, а с 1907 по 1910 г. — земским врачом в Харьковской губернии, специализируясь
преимущественно в хирургии. Два года стажировался в европейских клиниках.
С 1912 года почти 28 лет работал в Киевской Александровской больнице.
Во время Первой мировой войны в различных клиниках Киева И. А. Завьялов успешно выполнял и ургентные операции; в 1914 году на заседании Киевского хирургического общества он продемонстрировал больных с огнестрельными ранениями живота и колотыми ранениями сердца и их успешное лечение.
С 1914 года преподавал на медицинском факультете Университета Св. Владимира в Киеве (позже Киевский медицинский институт): сначала — интерн-ассистентом, затем — доцент кафедры общей хирургии с дислокацией в Александровской больнице, заведующий кафедры госпитальной (1920—1923), неотложной (1924—1926), общей (1934—1938) хирургии.
В 1914 году он получил учёную степень доктора медицины после защиты диссертации «О выпадении функции надпочечников».
За 35 лет хирургической деятельности И. А. Завьялов выполнил несколько десятков тысяч операций на желудочно-кишечном тракте и при жёлчнокаменной болезни.

## Научная деятельность
Основные направления научных исследований — неотложная хирургия. Одним из первых на Украине он провёл успешную операцию при ранении сердца. Статья об этом опыте на тему «Выздоровление после наложения швов на сердечную рану» была опубликована в Москве в 1914 году.
И. А. Завьялов разработал в 1930 году методику бескровной операции при зобной болезни, которая не устарела и сегодня. Он описал симптомы выпадении функции надпочечников. В 1917 году, уловив групповую совместимость, по жизненным показаниям впервые выполнил прямое переливание крови сына матери.
В 1934 году он организовал в Киеве при своей кафедре пункт переливания крови, тем самым реализовав свои уникальные начинания в трансфузиологии.

## Избранные публикации
- О выпадении функций надпочечников. — Киев, 1912;
- Выздоровление после наложения швов на сердечную рану. — М., 1914;
- Хирургические этюды. — Киев, 1923;
- Почему мы так часто оперируем аппендицит // «Новый хирург». арх. 1929. Т. 17, кн. 4;
- Об ошибках в хирургии. — Киев, 1937.